# 亳城县
亳城县，古县名。北周明帝武成元年（559年）改白水县置，治所在今山西省垣曲县东南古城镇。属邵郡。隋朝初年，改属邵州，大业初改为垣县。义宁元年（617年）另置亳城县，治所在今垣曲县上亳村。属邵原郡。唐朝武德元年（618年）复属邵州，五年（622年）省。 